# Пику-да-Вара
Пику-да-Вара (порт. Pico da Vara) — самая высокая гора острова Сан-Мигел, Азорские острова. Расположена в восточной его части. Высота 1105 м. В окрестностях горы произрастают леса, в которых обитают очень редкие эндемичные виды животных, такие как азорский снегирь (Pyrrhula murina). Пику-да-Вара является частью природного заповедника.
Для того, чтобы забраться на вершину горы, необходимо несколько часов времени.